# Карпенко Михайло Ілліч
Михайло Ілліч Карпенко (нар. 22 травня 1916, село Іткуль Каїнського повіту Томської губернії, тепер Чулимського району Новосибірської області, Російська Федерація — 10 березня 2001, місто Сімферополь, Автономна Республіка Крим) — радянський діяч, голова Кемеровського і Бєлгородського облвиконкомів, секретар Кримського обласного комітету КПУ. Депутат Верховної Ради СРСР 6-го скликання.

## Біографія
Народився в селянській родині.
У 1932—1933 роках — уповноважений Тарського районного комітету ВЛКСМ Західно-Сибірського краю.
У 1933—1934 роках — секретар Бутаковської сільської ради Тарського району Західно-Сибірського краю.
У 1934—1935 роках — голова Коноваловської сільської ради; секретар виконавчого комітету Знам'янської районної ради Омської області.
У 1935—1937 роках — завідувач відділу політичного навчання Ямало-Ненецького окружного комітету ВЛКСМ; уповноважений із радіофікації і радіомовлення при виконавчому комітеті Ямало-Ненецької окружної ради.
У 1937 році — уповноважений із радіофікації і радіомовлення при виконавчому комітеті Тарської окружної ради.
У 1937—1938 роках — рибовод рибного заводу.
У 1938—1940 роках — науковий співробітник Омського інституту удосконалення вчителів.
У 1940—1941 роках — директор Шестаковської неповної середньої школи Новозаїмського району Омської області.
У 1941—1943 роках — секретар Новозаїмського районного комітету ВЛКСМ Омської області.
Член ВКП(б) з 1942 року.
У 1943—1944 роках — завідувач Новозаїмського районного відділу народної освіти Омської області.
У січні 1944 — 1948 року — 2-й секретар Сакського районного комітету ВКП(б) Кримської області.
У 1948—1952 роках — 1-й секретар Білогірського районного комітету ВКП(б) Кримської області.
У 1950 році закінчив Всесоюзний заочний юридичний інститут.
У 1952—1953 роках — завідувач відділу пропаганди і агітації Кримського обласного комітету КПРС.
У 1953 — березні 1954 року — завідувач відділу партійних, профспілкових і комсомольських органів Кримського обласного комітету КПРС.
10 березня 1954 — 13 березня 1961 року — секретар Кримського обласного комітету КПУ.
24 жовтня 1960 — 22 грудня 1962 року — голова виконавчого комітету Кемеровської обласної ради.
8 грудня 1962 — 16 грудня 1964 року — голова виконавчого комітету Бєлгородської промислової обласної ради.
У грудні 1964 — 1966 року — голова Бєлгородського обласного комітету партійно-державного контролю та заступник голови виконавчого комітету Бєлгородської обласної ради.
Одночасно, в грудні 1964 — 1965 року — секретар Бєлгородського обласного комітету КПРС.
У 1966—1968 роках — голова Бєлгородського обласного комітету народного контролю.
З 1968 року — в Кримському обласному комітеті народного контролю.
Потім — на пенсії в місті Сімферополі.
Помер 10 березня 2001 року в місті Сімферополі.

## Нагороди
- орден Трудового Червоного Прапора (26.02.1958)
- ордени
- медалі